# 替拉那韦
替拉那韦（英语：Tipranavir），或替拉那韦二钠（tipranavir disodium），是一种非肽蛋白酶抑制剂，由勃林格殷格翰公司以商品名Aptivus生产。它与利托那韦联合治疗以治疗HIV感染。
替拉那韦具有抑制对其他蛋白酶抑制剂有抗药性的病毒复制的能力，建议对其他治疗有抗药性的患者使用。对替拉那韦本身的耐药性似乎需要多个突变。替拉那韦于2005年6月22日获得美国食品药品监督管理局的批准，并于2008年6月24日获准用于儿科。
替拉那韦只能与利托那韦和其他抗逆转录病毒药物联合使用，并且不被批准用于初治患者。与洛匹那韦和阿扎那韦一样，它对耐药患者的抢救治疗有效。然而，替拉那韦的副作用可能比其他抗逆转录病毒药物的副作用更严重。一些副作用包括颅内出血、肝炎、肝衰竭、高血糖和糖尿病。该药物还被证明会导致总胆固醇和甘油三酯增加。
Aptivus标签有关于肝毒性和颅内出血的黑框警告。